# Halla (namn)

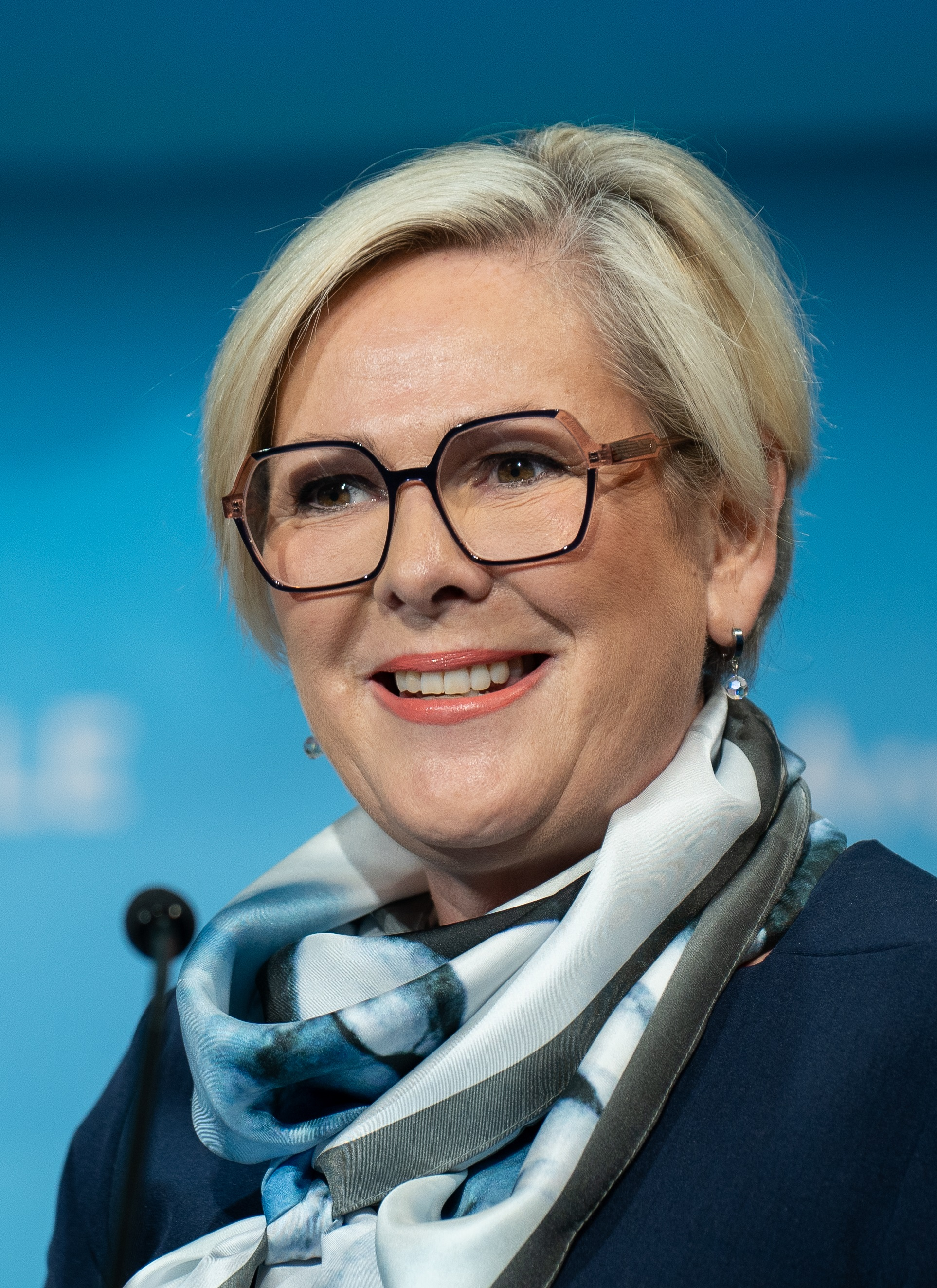
Halla Tómasdóttir, 2024.

Halla är ett isländskt kvinnonamn bildat av ordet hallr som betyder sten, häll. Namnet har förekommit i Sverige åtminstone sedan 1000-talet.
Den 31 december 2014 fanns det totalt 72 kvinnor folkbokförda i Sverige med namnet Halla, varav 60 bar det som tilltalsnamn.
Namnsdag: saknas

## Personer med namnet Halla
- Halla Margrét Árnadóttir, isländsk operasångerska
- Halla Tómasdóttir, isländsk president